# Neuwürttemberg

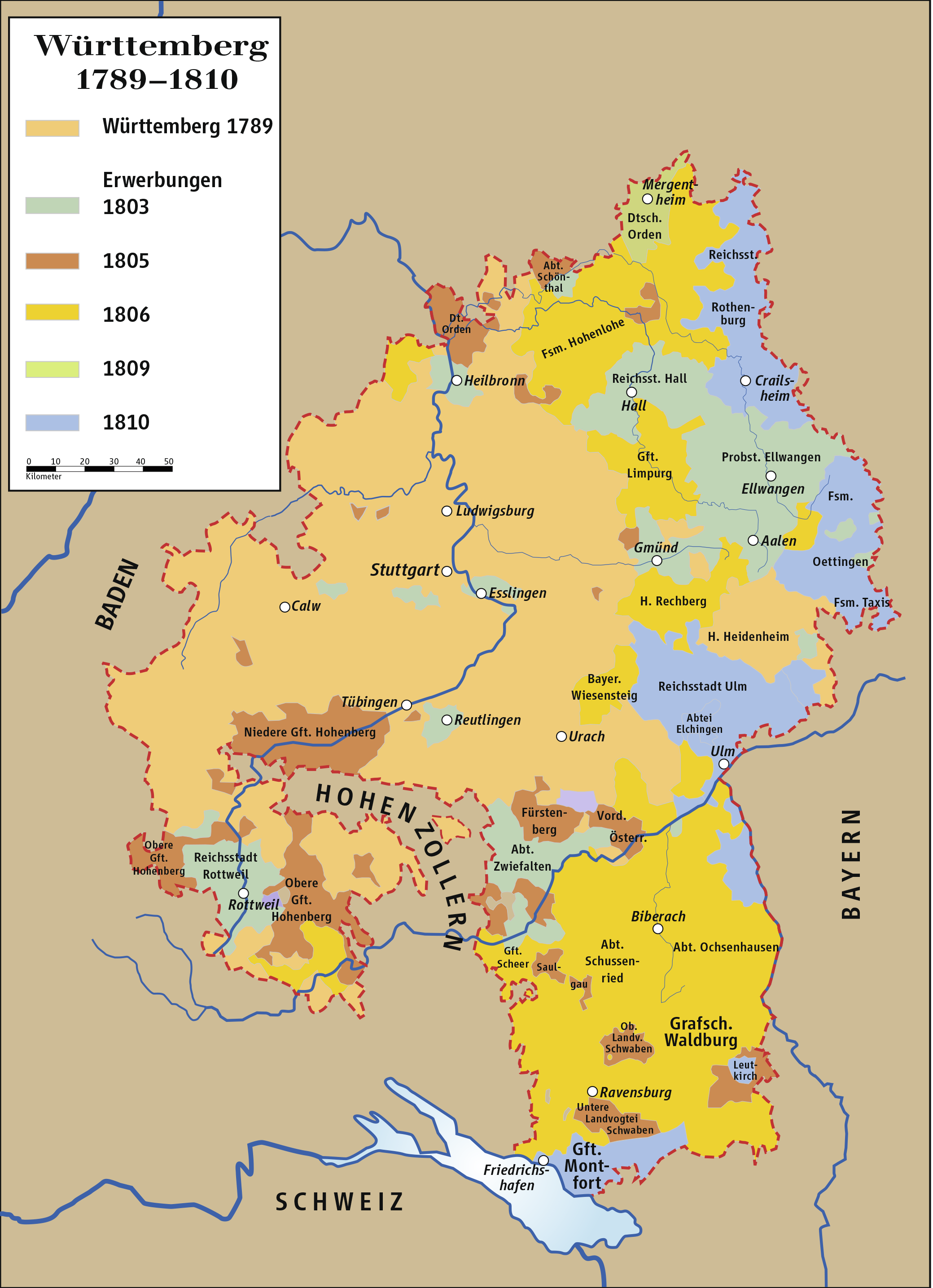
Altwürttemberg 1789 und die territorialen Zugewinne von 1803 bis 1810, die als „Neuwürttemberg“ zusammengefasst wurden

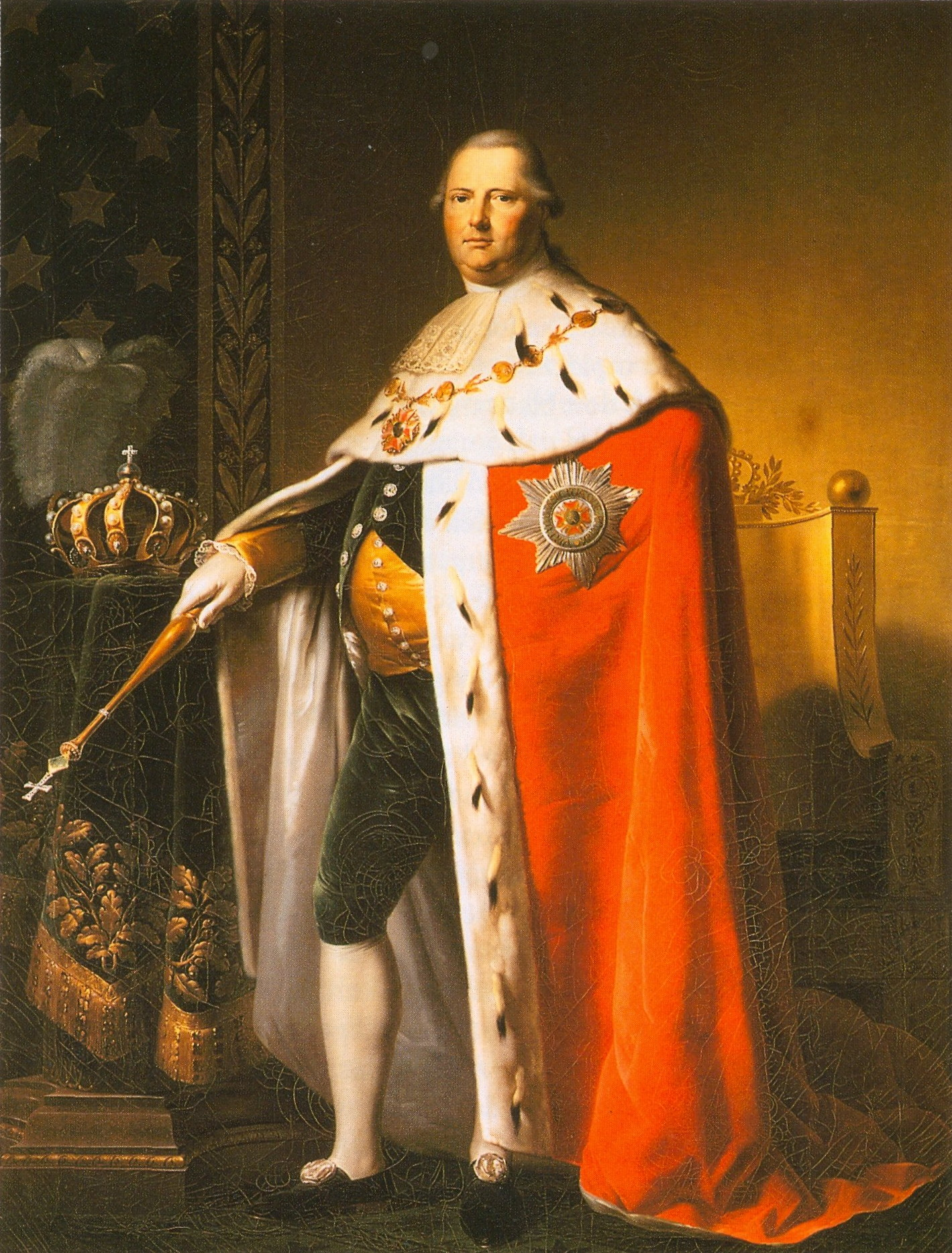
Erst Herzog, dann Kurfürst und König: Friedrich I., der Württemberg 1803 in Alt und Neu teilte

Als Neuwürttemberg bezeichnete man ab dem Reichsdeputationshauptschluss im Jahre 1803 das neue württembergische Herrschaftsgebiet, in dem die zahlreichen territorialen Zugewinne zusammengefasst wurden. Neuwürttemberg im eigentlichen Sinne bezeichnet das von Kurfürst Friedrich geschaffene, rechtlich vom Herzogtum Württemberg getrennte und absolutistisch regierte Land mit der Hauptstadt Ellwangen, 2 200 Quadratkilometer und 123 000 Einwohner. Ausdrücklich nicht zu Neuwürttemberg gehörte der erst nach der Auflösung des Landes am 7. Januar 1806 an das Königreich Württemberg gefallene geistliche Besitz und die Grafschaft Waldburg in Oberschwaben sowie die ritterschaftlichen Gebiete und die 1810 von Bayern abgetretenen Gebiete.

## Territoriale Zugewinne durch den Reichsdeputationshauptschluss
Der Reichsdeputationshauptschluss (RDHS) vom 25. Februar 1803 regelte die Entschädigung für die Verluste der Reichsfürsten auf dem von Frankreich annektierten linken Rheinufer. Für Württemberg betraf dies insbesondere den Verlust der Grafschaft Mömpelgard. Paragraph 6 RDHS sah folgende Kompensationen für das neugeschaffene Kurfürstentum Württemberg durch Säkularisation und Mediatisierung vor:
- Fürstpropstei Ellwangen (Die fürstliche Residenz Ellwangen fungierte auch als Hauptstadt von Neuwürttemberg)
- Benediktinerabtei Zwiefalten mit umfangreichen Territorium
- Abtei Schöntal
- Ritterstift und Propstei Comburg
- Frauenstift Rottenmünster
- Frauenstift Heiligkreuztal
- Evangelisches Damenstift Oberstenfeld
- Franziskanerfrauenkloster Margrethausen
- Dorf Dürrenmettstetten
- Reichsstadt Weil der Stadt
- Reichsstadt Reutlingen
- Reichsstadt Esslingen
- Reichsstadt Rottweil mit umfangreichen Territorium
- Reichsstadt Giengen
- Reichsstadt Aalen
- Reichsstadt Hall am Kocher
- Reichsstadt Gmünd
- Reichsstadt Heilbronn

Nicht dazu gehörte das in zahlreiche klösterliche, adelige und reichsstädtische Herrschaften zersplitterte Oberschwaben und das westliche Allgäu, also die überwiegend katholischen Gebiete zwischen der Schwäbischen Alb und dem Bodensee, die erst ab 1806 von Württemberg erworben wurden.

## Staatliches Intermezzo
Von 1803 bis zum 7. Januar 1806, also kurz vor der endgültigen Auflösung des Heiligen Römischen Reiches Deutscher Nation, gab es einen eigenständigen Staat Neuwürttemberg mit Regierungssitz in Ellwangen, in dem die Landstände bzw. die Ständeversammlung Altwürttembergs keine Mitspracherechte hatten. Beide Staaten regierte der Kurfürst und Herzog Friedrich I. von Württemberg in Personalunion, bis er diese dank Napoleon zu einem Königreich zusammenfassen und dabei die ihm lästige Ständeverfassung Altwürttembergs „staatsstreichartig“ aufheben konnte. Die politische Differenzierung in Alt- und Neuwürttemberg war von nun an hinfällig, wurde gelegentlich aber noch zur regionalen Abgrenzung genutzt.
Die Integration der meist katholischen Gebiete, die nach 1803 zu Neuwürttemberg und schließlich zum Königreich kamen, erforderte besondere Anstrengungen. Die Gleichberechtigung der neuen katholischen Staatsbürger musste ebenso wie die Gleichstellung des katholischen Kultus gesichert werden.